# Fabio Blanco
Fabio Blanco Gómez (Almería, 18 de febrero de 2004) es un futbolista español que juega de delantero en el Vitória S. C. de la Primeira Liga.

## Trayectoria
Formado en las categorías inferiores del club de su ciudad natal U. D. Almería antes de fichar por el Valencia C. F. cuando tenía 15 años. Jugó con el Valencia hasta el final de la temporada 2020-21, cuando dejó que se agotara su contrato y se convirtió en agente libre. Ese verano optó por fichar por el Eintracht Fráncfort, firmando un contrato hasta 2023 en medio de un supuesto interés del Bayern de Múnich, Real Madrid y Barcelona.
Sin embargo, después de no asentarse en Alemania y tras una gran agitación en la trastienda de Fráncfort con un nuevo gerente, director deportivo y presidente, fichó por el Barcelona en enero de 2022. Se le hizo un contrato de dos años y medio con una cláusula de liberación de 100 millones de euros. El Barcelona estaba bien situado en las negociaciones porque había nombrado a José Ramón Alexanco y a Mateu Alemany como nuevo jefe de La Masía y director deportivo, respectivamente, y ambos habían trabajado anteriormente con él en el Valencia.
En octubre de 2022, junto con Antonio Aranda, Emre Demir y Sergi Rosanas, fue llamado a participar en los entrenamientos de la plantilla del primer equipo por el entrenador del primer equipo del Barcelona Xavi Hernández.

## Selección nacional
El 25 de octubre de 2022, con la selección española sub-19, dio la asistencia de gol al jugador del Real Madrid César Palacios en la victoria por 1-0 sobre Alemania sub-19.

## Estadísticas

### Clubes
Actualizado al último partido disputado el 3 de junio de 2023.
| Club                             | Div.          | Temporada     | Liga  | Liga  | Liga   | Copas nacionales | Copas nacionales | Copas nacionales | Copas internacionales | Copas internacionales | Copas internacionales | Total | Total | Total  |
| Club                             | Div.          | Temporada     | Part. | Goles | Asist. | Part.            | Goles            | Asist.           | Part.                 | Goles                 | Asist.                | Part. | Goles | Asist. |
| -------------------------------- | ------------- | ------------- | ----- | ----- | ------ | ---------------- | ---------------- | ---------------- | --------------------- | --------------------- | --------------------- | ----- | ----- | ------ |
| F. C. Barcelona Atlètic · España | 1.ª F         | 2021-22       | 13    | 3     | 0      | ―                | ―                | ―                | ―                     | ―                     | ―                     | 13    | 3     | 0      |
| F. C. Barcelona Atlètic · España | 1.ª F         | 2022-23       | 25    | 1     | 1      | ―                | ―                | ―                | ―                     | ―                     | ―                     | 25    | 1     | 1      |
| F. C. Barcelona Atlètic · España | Total club    | Total club    | 38    | 4     | 1      | 0                | 0                | 0                | 0                     | 0                     | 0                     | 38    | 4     | 1      |
| Total carrera                    | Total carrera | Total carrera | 38    | 4     | 1      | 0                | 0                | 0                | 0                     | 0                     | 0                     | 38    | 4     | 1      |